# 約翰·艾文
約翰·溫斯洛·艾文（英語：John Winslow Irving，1942年3月2日—），原名為 小約翰·華勒斯·布倫特（John Wallace Blunt, Jr.），美國的小說家，奧斯卡最佳改編劇本獎得主。
艾文1978年所寫的《蓋普眼中的世界》受到國際上讀者以及專家的一致好評，艾文也從此擁有相稱的名聲。艾文的其他小說，如：《一路上有你》以及《苹果酒屋法则》等同樣都是暢銷書，並有許多作品被拍攝為電影。艾文亦因親自為《苹果酒屋法则》的改編劇本執筆而獲奧斯卡最佳改編劇本獎。

## 外部連結
- 官方网站
- Literary Encyclopedia 的存檔，存档日期December 15, 2018，.
- 約翰·艾文在互联网电影资料库（IMDb）上的資料（英文）
- 开放图书馆中約翰·艾文的著作
- The New York Times — Featured Author: John Irving 的存檔，存档日期August 28, 2017，.